# Перверзна шефица
Перверзна шефица је је немачки порнографски филм сниман 2000. године. Једна од занимљивости је да је режисер бошњачког порекла, Ибрахим Јакић, који је такође и порнографски глумац. Филм је у Србији издало новосадско предузеће Hexor 2008. године у тиражу од 3000 комада. Интерна ознака српског издавача је DM03, а каталошки бројеви ISAN 0000-0001-E612-0000-C-0000-0001-0 и COBISS.SR-ID 232376071.

## Опис са омота
На челу агенције за младе и комуникативне младе девојке је Декстер [Dexter]), директор који лично проверава сваку кандидаткињу. Одмах испод њега је шефовица, врло успешна пословна жена која уме да истера своје захтеве… ма какви они били.

## Улоге
| Глумац            | Улога  |
| ----------------- | ------ |
| Rebecca Amata     |        |
| Olivia DeTreville | шефица |
| Laura Angel       |        |
| Patricia McNeil   |        |
| Stella McQueen    |        |
| Zensa Raggi       |        |
| Kira Red          |        |